# Bartolomeo Cattaneo
Bartolomeo Cattaneo (* 26. September 1866 in Novi Ligure, Provinz Alessandria, Italien; † 14. Mai 1943) war ein römisch-katholischer Erzbischof und Diplomat des Heiligen Stuhls.

## Leben
Bartolomeo Cattaneo empfing am 2. August 1891 das Sakrament der Priesterweihe.
Am 16. Mai 1917 ernannte ihn Papst Benedikt XV. zum Titularerzbischof von Palmyra und bestellte ihn zum Apostolischen Delegaten in Australien. Der Präfekt der Kongregation De Propaganda Fide, Domenico Kardinal Serafini OSB, spendete ihm am 10. Juni desselben Jahres die Bischofsweihe; Mitkonsekratoren waren der Bischof von Auckland, Henry William Cleary, und der Bischof von Tricarico, Giovanni Fiorentini.
Im Januar 1933 trat Bartolomeo Cattaneo als Apostolischer Delegat in Australien zurück.